# ギクラス (小惑星)
ギクラス (1741 Giclas) は小惑星帯に位置する小惑星。インディアナ小惑星計画によりゲーテ・リンク天文台で発見された。
アメリカ合衆国の天文学者、ヘンリー・リー・ギクラスから命名された。